# Puchar Niepodległości w piłce siatkowej
Puchar Niepodległości w piłce siatkowej (alb. Kupa e Pavarësisë në Volejboll) – turniej siatkarski organizowany corocznie od 2021 roku przez Albański Związek Piłki Siatkowej (Federata Shqiptare e Volejbollit, FSHV) oraz Związek Piłki Siatkowej Kosowa (Federata e Volejbollit e Kosovës, FVK) z okazji albańskich listopadowych świąt, tj. dnia niepodległości (28 listopada) i dnia wyzwolenia Albanii (29 listopada).
Rozgrywki odbywają się zarówno wśród kobiet, jak i mężczyzn. W każdej edycji w turniejach kobiet i mężczyzn uczestniczą po cztery drużyny: dwie z Albanii i dwie z Kosowa. Rywalizacja toczy się w systemie pucharowym. Drużyny rozgrywają półfinały i finał. Nie jest grany mecz o 3. miejsce.

## Triumfatorzy

### Turniej mężczyzn
| Edycja | Edycja | Miejsce finału | 1. miejsce         | 2. miejsce          | Wynik finału                     |       |
| ------ | ------ | -------------- | ------------------ | ------------------- | -------------------------------- | ----- |
| 1.     | 2021   | Prisztina      | Tirana             | Erzeni (Shijak)     | 3:0 (25:19, 25:18, 25:17)        | [ 1 ] |
| 2.     | 2022   | Tirana         | Partizani (Tirana) | Tirana              | 3:1 (25:9, 19:25, 25:21, 25:17)  | [ 2 ] |
| 3.     | 2023   | Prisztina      | Peja               | Partizani (Tirana)  | 3:1 (25:22, 32:34, 25:22, 25:23) | [ 3 ] |
| 4.     | 2024   | Tirana         | Partizani (Tirana) | Skënderbeu (Korcza) | 3:0 (25:20, 25:13, 25:22)        | [ 4 ] |

### Turniej kobiet
| Edycja | Edycja | Miejsce finału | 1. miejsce                | 2. miejsce          | Wynik finału                            |       |
| ------ | ------ | -------------- | ------------------------- | ------------------- | --------------------------------------- | ----- |
| 1.     | 2021   | Prisztina      | M-Technologie (Prisztina) | Drita               | 3:0 (25:16, 25:23, 25:20)               | [ 5 ] |
| 2.     | 2022   | Tirana         | Skënderbeu (Korcza)       | Partizani (Tirana)  | 3:1 (23:25, 26:24, 25:23, 25:18)        | [ 6 ] |
| 3.     | 2023   | Prisztina      | Drita                     | Skënderbeu (Korcza) | 3:0 (25:21, 25:18, 25:16)               | [ 7 ] |
| 4.     | 2024   | Tirana         | Skenderaj                 | Partizani (Tirana)  | 3:2 (19:25, 20:25, 25:13, 25:20, 15:11) | [ 4 ] |

## Bilans klubów
| Klub       | złoto | srebro |
| ---------- | ----- | ------ |
| Partizani  | 2     | 1      |
| Tirana     | 1     | 1      |
| Peja       | 1     | 0      |
| Erzeni     | 0     | 1      |
| Skënderbeu | 0     | 1      |

| Klub          | złoto | srebro |
| ------------- | ----- | ------ |
| Drita         | 1     | 1      |
| Skënderbeu    | 1     | 1      |
| M-Technologie | 1     | 0      |
| Skenderaj     | 1     | 0      |
| Partizani     | 0     | 2      |